# Chilonatalus
Chilonatalus és un gènere de natàlids que viu a Sud-amèrica i les Antilles.

## Taxonomia
- Ratpenat d'orelles d'embut cubà (Chilonatalus micropus)
- Ratpenat d'orelles d'embut de les Bahames (Chilonatalus tumidifrons)